# Drinking in L.A.
Drinking in L.A. è un singolo del gruppo musicale canadese Bran Van 3000, pubblicato l'11 gennaio 1998 come primo estratto dal primo album in studio Glee.
Il singolo ha avuto un discreto successo, infatti nel luglio 1998 raggiunse la posizione numero 36 nella U.K. Top 40 chart, diventando la loro prima hit internazionale. Nell'agosto 1999 il singolo fu ripubblicato dopo che la canzone fu inserita in un popolare spot televisivo per Rolling Rock e arrivò sino al numero 3 in classifica.
Il singolo fu anche inserito nella colonna sonora del film Scherzi del cuore.
Nell'estate 2008 Hit List Italia classificò le migliori summer hits di sempre ed il singolo fu classificato alla 18ª posizione.
Il pezzo è scritto in modo misolidio.

## Tracce
Versione Standard
1. Drinking in L.A. (Radio Edit) – 3:57
2. Cum on Feel the Noize – 3:24

Seconda versione uscita in Canada (31 agosto 1998 Versione EP)
1. Drinking in L.A. (Intro Edit) – 3:34
2. Thinking in L.A. (Zoobone Remix) – 5:42
3. Sinking in L.A. (dub) – 5:06
4. Drinking in L.A. (Who Mix) – 5:06
5. Drinking in L.A. (Fink Mix) – 5:36
6. Drinking in L.A. (Album Version) – 4:09

Seconda versione uscita negli Stati Uniti (1998)
1. Drinking in L.A. – 3:56
2. Cum on Feel the Noize – 3:24
3. Drinking in L.A. (Fink Ninja Tune Mix) – 4:46
4. Drinking in L.A. (Dave One Mix) – 5:06

## Cover
- La canzone fu rifatta appositamente per BBC Radio 1 dal gruppo indie rock inglese The Twang nel 2007, contenuta nell'album Radio 1 Established 1967.